# Scoutkår
Scoutkår är en lokalavdelning av ett scoutförbund. Kåren är den första större instansen inom svensk scouting. Nästa instans är scoutdistrikt.
Det är i scoutkåren som den praktiska verksamheten tar form och kåren ansvarar bland annat för scoutpatrullernas ekonomi. Varje scoutkår väljer en styrelse som ansvarar för kårens kontakter utåt.